# Eric IQ Gray
Eric IQ Gray (* 1966 in Trenton, New Jersey), eig. Eric Gray ist ein US-amerikanischer Rapper und Musikproduzent.

## Biografie
Als Musikproduzent und Künstler veröffentlichte Eric IQ Gray über 30 Alben und Singles. Eric I.Q. Gray war von Anbeginn an im Hip-Hop in New Jersey verankert, zunächst als Graffiti-Künstler, dann als Rap Artist und Produzent. 1983 war er Mitglied der Mighty MCs mit den zwei Gründungsmitgliedern der Ghetto Boys, DJ Ready Red und Johnny C. 1988 gründete er das Label Northside Production$, auf dem 1989 die erste Single der Poor Righteous Teachers, Time to Say Peace - Butt Naked Booty Bless erschien.
Im Dezember 1989 kam er aufgrund seiner damaligen Lebensgefährtin zum ersten Mal nach Hamburg. Den Erfolg des zum Teil von ihm produzierten Albums der Poor Righteous Teachers – Holy Intellect auf Profile Records erlebte er aus der Ferne in Hamburg. In Hamburg hatte er sich inzwischen durch Produktionen im Boogie Park Studios einen Namen gemacht. 1990 erschien die erste Single des Projekts Got 2 Be Freedom auf Control Records / Edel Records.
1992 erschien die zweite Single des Projekts Got 2 Be Lucy bei Control Records / Edel Records sowie seine erste Solo Single überhaupt IQ Inc. Keep the Frequency Clear - IQ Inc. (Eric IQ Gray) auf Subup Records. Auf Subup Records erschien auch das erste Soloalbum IQ Inc. The Vinyl Call - IQ Inc. Er tourte als einer der ersten Rap Künstler durch Deutschland. In seiner Band der Gitarrist und Produzent Matthias Arfmann. Zwischen den Touren arbeitete er als DJ im Tempelhof (Hamburg), Powerhouse (Hamburg) und in der Bar Hamburg. Im Jahr 1994 erschien sein zweites Solo-Album Heartcore bei Intercord / EMI.
Im Jahr 1999 zog er für ein Jahr nach München und kehrte im Jahr 2000 nach Brooklyn (New York) zurück. Seit der Geburt seines Sohnes im Jahr 2002 veröffentlichte er diverse Album und Compilations auf seinen eigenen Labels.

## Diskografie

### Alben
- 1992 IQ Inc. The Vinyl Call - IQ Inc. (Eric IQ Gray) - Subup Records
- 1994 Eric IQ Gray Heartcore - Intercord / EMI
- 2002 Eric IQ & The Prophets Emprie Eric IQ & The Prophets Empire - Angel Youth Enterprise
- 2003 Eric IQ Hiphoprastarocker - Angel Youth Enterprise
- 2005 Eric IQ The Best of Eric IQ - Compilation - Angel Youth Enterprise
- 2005 Eric iQ New York City Beats / Vol. 1 - Angel Youth Enterprise
- 2006 Eric IQ New York City Beats / Vol. 2 - Angel Youth Enterprise
- 2007 Eric IQ 7 - Angel Youth Enterprise
- 2008 Eric IQ Digital Boogie - Angel Youth Enterprise / HHRR
- 2008 Eric IQ Message From A Digital Musicologist - Angel Youth Enterprise / HHRR
- 2010 Eric IQ Rap Legacy - Compilation - Angel Youth Enterprise
- 2010 Eric IQ The African American - Angel Youth Enterprise / HHRR
- 2011 Eric IQ HHRR - Angel Youth Enterprise / HHRR
- 2012 Eric IQ Going Places - Angel Youth Enterprise / HHRR
- 2014 Eric IQ Gray Remix EP feat. Liquid Rockz, Bastelkopp, Crumblegg und Ma·!¦[·Ho - Angel Youth Enterprise / HHRR
- 2014 Eric IQ Gray Rapatriation - Angel Youth Enterprises / HHRR
- 2014 Eric IQ Gray "The Snakes Movin' Real Slow Remix EP" feat. Bastelkopp, DingStar, Crumblegg und Ma·!¦[·Ho - Angel Youth Enterprise / HHRR

### Singles
- 1985 Home Stranger Tick and Tock
- 1986 Northside Production$ Dream Wish - Northside Production$ / Diversity Records
- 1990 Got 2 Be Freedom - Control Records / Edel Records
- 1991 Got 2 Be Two of a kind - Control Records / Edel Records
- 1992 Got 2 Be Lucy - Control Records / Edel Records
- 1992 Die Goldenen Zitronen & Easy Business & IQ (Eric IQ Gray) 80.000.000 Hooligans - Subup Records
- 1992 IQ Inc. Keep the Frequency Clear - IQ Inc. (Eric IQ Gray) - Subup Records
- 1993 IQ Inc. Snakes - Subup Records
- 1994 Eric IQ Gray Funk this mother out - Intercord / EMI
- 1995 Eric IQ Gray Electric - Intercord / EMI
- 1998 Ruback feat. Eric I.Q. Gray Tell me why - Media Net Records
- 1998 Eric IQ Gray presents The Prophets Empire The Fight - Black Angel Records
- 1999 Eric IQ Gray presents The Prophets Empire The Fight - BMG / Black Angel Records Re-Release
- 2014 Eric IQ Gray Pushin' That Love - Angel Youth Enterprises / HHRR
- 2014 Eric IQ Gray Nightclub feat. Chellie - Angel Youth Enterprises / HHRR
- 2014 Eric IQ Gray "Guns In America" - Angel Youth Enterprises / HHRR
- 2014 Eric IQ Gray "The Snakes Movin' Real Slow" - Angel Youth Enterprises / HHRR

## Produktionen
als Produzent oder Coproduzent
- 1989 Verbal Abuse Everybody get funky - Northside Production$ Records
- 1989 Poor Righteous Teachers Time to Say Peace - Butt Naked Booty Bless  - Northside Production$ Records
- 1989 Northside Production$ Stop the Nonsens - Northside Production$ Records
- 1990 Poor Righteous Teachers – Holy Intellect - Profile Records
- 1992 Die Goldenen Zitronen & Easy Business & IQ (Eric IQ Gray) - 80.000.000 Hooligans
- 2013 Short Lord feat. Eric IQ Gray Purple Magic - Chosenfew Records - Executive Producer - Mastering - feat. Artist

## Auszeichnungen
- 1992 Sony Talent Award